# Proctocera senegalensis
Proctocera senegalensis är en skalbaggsart som först beskrevs av Thomson 1857.  Proctocera senegalensis ingår i släktet Proctocera och familjen långhorningar.
Artens utbredningsområde är:
- Liberia.
- Senegal.

Inga underarter finns listade i Catalogue of Life.